# Lieuran-lès-Béziers
Lieuran-lès-Béziers – miejscowość i gmina we Francji, w regionie Oksytania, w departamencie Hérault.
Według danych na rok 1990 gminę zamieszkiwały 964 osoby, a gęstość zaludnienia wynosiła 113 osób/km² (wśród 1545 gmin Langwedocji-Roussillon Lieuran-lès-Béziers plasuje się na 352. miejscu pod względem liczby ludności, natomiast pod względem powierzchni na miejscu 830.).